# Aminomalononitriltosylat
 Aminomalononitriltosylat ist das stabile Salz des instabilen Aminomalononitrils AMN mit p-Toluolsulfonsäure. Formal handelt es sich bei Aminomalononitril um das Trimer [(HCN)3] des Cyanwasserstoffs [HCN], das in einer homologen Reihe zwischen dem Tetramer [(HCN)4] Diaminomaleonitril und den Dimeren [(HCN)2] Iminoacetonitril, Aminocyanocarben und Azacyclopropenylidenimin steht. Nach verschiedenen Hypothesen zur präbiotischen chemischen Evolution könnte die Base Aminomalononitril eine Vorstufe für proteinogene Aminosäuren und Peptide als auch für Nukleoside darstellen. 
Aminomalononitril ist Ausgangsstoff für funktionelle Heterocyclen, wie z. B. Imidazole, Oxazole, Pyrazine und Purine.
Die schwarz gefärbten Polymere und Copolymere des AMN eignen sich für Oberflächenbeschichtungen mit außergewöhnlichen Eigenschaften.

## Vorkommen und Darstellung
Aminomalononitril wurde als Oligomer des Cyanwasserstoffs (HCN) im All nachgewiesen und ist als mögliche extraterrestrische Quelle für die Nukleinbase Adenin vor dem Hintergrund der Hypothese eines außerirdischen Ursprungs des Lebens von wissenschaftlichem Interesse.
Erstmals isoliert und charakterisiert wurde Aminomalononitril im Jahr 1874 bei der Behandlung von Cyanwasserstoff mit Alkalien, wobei überwiegend dunkel gefärbte Polymere entstanden.
Eine brauchbare Syntheseroute geht aus von Malonodinitril (I), das zunächst mit Salpetriger Säure (HNO2) zu Hydroxyiminomalononitril (II) nitrosiert wird. Die Zwischenstufe (II) und deren Amidinsalze könnten eine wichtige Rolle in der chemischen Evolution von Nukleosiden spielen. Reduktion mit Aluminiumamalgam oder Hydrierung an Raney-Nickel oder einem Platin-Kontakt liefert Aminomalononitril (III), das mit p-Toluolsulfonsäure (p-TsOH) durch Salzbildung das stabile Endprodukt Aminomalononitritosylat (IV) bildet (Ausbeuten 49 bis 82 %).

## Eigenschaften
Während die Base Aminomalononitril „als strahlig-blätterige Masse“ auskristallisiert, liegt reines Aminomalononitriltosylat als weißer, hygroskopischer Feststoff vor, der bei Lagerung zur Polymerisation neigt und sich braun bis schwarz verfärbt. In saurer wässriger Lösung zersetzt sich die Substanz unter Bildung von Cyanwasserstoff. AMN-Tosylat ist in heißem Wasser, in THF und Pyridin gut löslich und kann zur Reinigung aus Acetonitril umkristallisiert werden.

## Anwendungen

### α-Aminosäuren und Peptide aus AMN
Bereits in der Erstveröffentlichung wurde die alkalische und saure Hydrolyse von Aminomalononitril zur einfachsten α-Aminosäure Glycin beschrieben.
Mit Aldehyden und Acrylnitril bildet Aminomalononitril in Wasser unter milden Bedingungen, jedoch in niedrigen Ausbeuten, α-Aminosäuren.
Eine Modellreaktion zur Alkylierung von AMN mit Benzylbromid – das unter präbiotischen Bedingungen eher nicht zur Verfügung stand – liefert nach Hydrolyse und Decarboxylierung die essentielle aromatische α-Aminosäure Phenylalanin.
In frühen Arbeiten wurde postuliert, dass Peptide bei der Polymerisation von Aminomalononitril und anschließender Decarboxylierung und Hydrolyse entstehen.

### Heterocyclen aus AMN
Bei der Umsetzung von Aminomalononitril mit Carbonsäureanhydriden bzw. mit Carbonsäuren in Gegenwart von Dicyclohexylcarbodiimid (DCC) und Pyridin entstehen funktionalisierte 1,3-Oxazole.
In einer mikrowellen-assistierten Eintopfreaktion von AMN-Tosylat (A) mit Trimethylorthoformiat (B) und α-Aminosäureestern (C) entstehen substituierte Imidazole (D), aus denen mit Ameisensäure Purin-6-one (Oxopurine) (E) gebildet werden, die antivirale Eigenschaften aufweisen.
Auch substituierte Pyrazine als Vorstufen für Pteridine, wie z. B. Folsäure, sind aus AMN-Tosylat durch Reaktion von Glyoxaloxim-Derivaten oder β-Ketoestern zugänglich.

### Oligomere und Polymere aus AMN
Oligomere bzw. Polymere aus Aminomalononitril – bzw. HCN-Trimer (HCN)3 – werden oft unter dem Begriff „HCN-Polymere“ zusammengefasst. 
Die Reaktion von AMN-Tosylat in alkalischer (pH 9) wässriger Kaliumcyanidlösung erzeugt das HCN-Tetramer [(HCN)4] Diaminomaleonitril (DAMN), das in der cis-Form vorliegt.
Mit Formamidin reagiert AMN zu dem heterocyclischen Aminoimidazolcarbonitril (AICN), einem weiteren HCN-Tetramer, das nach partieller Hydrolyse zum Carboxamid (AICA) mit Cyanwasserstoff zu Adenin cyclisiert. Die Purinbase Adenin kann formal auch als HCN-Pentamer [(HCN)5] aufgefasst werden.
Aus der Zwischenstufe AICN ist auch die Purinbase Guanin zugänglich.
Die Polymerisation des HCN-Oligomeren Aminomalononitril (aus AMN-Tosylat im Basischen) liefert meist braun bis schwarz gefärbte und in ihrer chemischen Konstitution äußerst komplexe Feststoffe unklarer chemischer Struktur, deren höhermolekulare Varianten durch Vernetzungs- und Kondensationsreaktionen weitgehend unlöslich sind.
Ein hypothetischer Reaktionsweg verläuft über ein lineares Polyimin (X) und dessen intramolekulare Cyclisierung und Aromatisierung zu einem Polyaminoimidazol (Y), das durch intramolekulare Oxidation zu einem leiterartigen Polyimidazol und anschließend durch intermolekulare Ammoniakabspaltung verzweigen oder durch Hydrolyse zu einem Polyimidazolon (Z) weiterreagieren kann.
Polymeres Aminomalononitril und Copolymere von AMN mit Comonomeren wie Hydroxybenzaldehyden lassen sich auch aus wässriger Lösung erzeugen und bilden dabei Filme, die sich auf feste Träger aufziehen lassen. Die Filme besitzen ungewöhnliche Eigenschaften, z. B. sehr hohe Hydrophilie und ausgezeichnete Biokompatibilität, die sie für biomedizinische Anwendungen interessant erscheinen lassen.